# Dysglyptogona striatura
Dysglyptogona striatura là một loài bướm đêm trong họ Noctuidae.